# Palon Heinrich Ludwig von Boguslawsky
Pour les articles homonymes, voir Boguslawsky.
Palm Heinrich Ludwig von Boguslawski (né le 7 septembre 1789 à Magdebourg et décédé le 5 juin 1851 à Breslau) est un astronome allemand.

## Biographie
Boguslawski étudie à l'école de la cathédrale de Magdebourg et c'est là que s'éveille en lui le goût pour l'astronomie. Lorsqu'il est à l'Académie militaire de Prusse en 1811-1812, Von Boguslawski rencontre Johann Elert Bode, alors directeur de l'observatoire de Berlin. Il participe à la campagne de Russie (1812), perdue par Napoléon Ier, puis se retire avec le grade de major.
Après la guerre, il retourne auprès de sa famille dans la région de Breslau. En 1831, il devient curateur de l'observatoire de Breslau (de) puis professeur en 1836 à cette même université.
Dans la nuit du 20 au 21 avril 1835, Boguslawski détecte une comète, C/1835 H1 (Boguslawski) (es), et, après avoir estimé sa course, la signale au Herr Geheimer Ober-Regierungs-Rath.
Il observe également et calcule les trajectoires des comètes de Biela, Encke et Halley. Ses publications paraissent dans le magazine Uranus de 1842 à 1851.
Le cratère lunaire Boguslawsky et la comète qu'il a découverte portent aujourd'hui son nom.
Son fils Heinrich Georg von Boguslawski (de) (1827-1884) devient hydrographe et éditeur du premier volume du Handbuch der Ozeanographie, tout en publiant également des écrits astronomiques.